# Anders Magnusson i Lervik
Anders Magnusson (i riksdagen kallad Magnusson i Lervik), född 18 september 1832 i Gryt i Östergötlands län, död där 31 december 1914, var en svensk hemmansägare och politiker. Han var ledamot av riksdagens andra kammare.